# Aquilaria microcarpa
Aquilaria microcarpa là một loài thực vật]] thuộc họ Thymelaeaceae. Loài này có ở Indonesia và Singapore.